# Мир принадлежит нам (1937)
«Мир принадлежит нам» (чеш. Svět patří nám) — чехословацкий чёрно-белый художественный фильм, кинокомедия 1937 года. Один из самых известных среди пяти фильмов комедийного дуэта Иржи Восковца и Яна Вериха.
Премьера фильма состоялась 30 августа 1937 года.

## Сюжет
В стране кризис. Правительство страны находится под угрозой готовящегося переворота. Производство сокращается.
Крупный промышленный концерн «Ноэль» проводит снижение заработанной платы. Рабочие объявляют забастовку и выставляют пикеты у ворот завода. В противостоянии с рабочими владельцы концерна опираются на гангстерскую организацию «Серые шляпы», которую возглавляют Декслер и авантюрист Форман. С помощью членов своей шайки он подбирает из числа безработных, доведенных до отчаяния, штрейкбрехеров и пытается сорвать забастовку. В события вмешиваются два журналиста, которые случайно находят спрятанный склад с оружием, хранящийся на заводе. Неосторожные действия журналистов могут взорвать события и развязать борьбу рабочих с гангстерами. Тем временем Форман, с помощью губернатора, заставляет полицию не вставать на сторону закона. Журналисты перехитрили гангстеров Формана и передают их полиции. Владельцы концерна вынуждены пойти на уступки.

## В ролях
- Ян Верих — журналист
- Иржи Восковец — журналист
- Ярослав Пруха — Антонин Харт, технический директор
- Адина Мандлова — Маркетка, диктор
- Владимир Шмерал — авантюрист Йозеф Форман / Лионель
- Богуш Загорский — Декслер, главарь гангстеров
- Мирослав Свобода — Бергер, гангстер
- Ладислав Герберт Струна — Холистер, член банды
- Зденек Штепанек — губернатор
- Карел Достал — секретарь концерна «Ноэль»
- Франтишек Черны — Бидон, рабочий
- Франтишек Филиповский — Пинкер, рабочий
- Эмануэль Коваржик — сотрудник концерна «Ноэль»
- Иржи Хрон — сотрудник концерна «Ноэль»
- Ярмила Свабикова — сотрудница концерна «Ноэль»
- Альфред Бастыр
- Йозеф Олияк
- Нита Романечова
- Ян Вацлав Спеэргер
- Мартин Фрич
- Индржих Фиала
- Ружена Покорна,
- Ярка Пижла
- Властимил Бродский